# NGC 6090
NGC 6090 је спирална галаксија у сазвежђу Змај која се налази на NGC листи објеката дубоког неба.
Деклинација објекта је + 52° 27' 28" а ректасцензија 16h 11m 40,7s. Привидна величина (магнитуда) објекта NGC 6090 износи 13,7 а фотографска магнитуда 14,5. NGC 6090 је још познат и под ознакама UGC 10267, MCG 9-26-64, MK 496, IRAS 16104+5235, CGCG 275-29, CGCG 276-2, VV 626, KCPG 486B, 1ZW 135, PGC 57437.